# Leichtathletik-Europameisterschaften 1971/1500 m der Männer

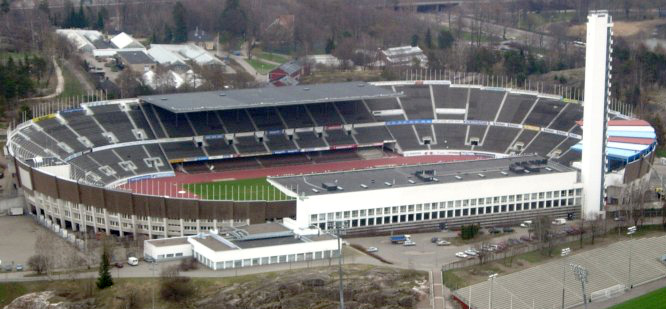
Das Olympiastadion von Helsinki im Jahr 2005

Der 1500-Meter-Lauf der Männer bei den Leichtathletik-Europameisterschaften 1971 wurde am 13. und 15. August 1971 im Olympiastadion von Helsinki ausgetragen.
Europameister wurde der Italiener Francesco Arese. Den zweiten Platz belegte der polnische EM-Dritte von 1969 Henryk Szordykowski. Bronze ging an den Briten Brendan Foster.

## Anmerkung zu den Zeitangaben
Die Zeitangaben erfolgten bei diesen Europameisterschaften offiziell wie früher üblich in auf Zehntelsekunden gerundeten Werten. Zugrunde liegen allerdings die elektronischen Messungen, deren exakte Hundertstelwerte bekannt und in den Ergebnislisten der Quellen aufgeführt sind. In den Jahren nach diesen Europameisterschaften wurde es üblich, die Resultate der Bahnwettbewerbe aufgeschlüsselt nach Hundertstelsekunden anzugeben. Dies ist auch hier in den nachfolgenden Ergebnisübersichten so realisiert.

## Rekorde

### Bestehende Rekorde
| Weltrekord           | 3:33,1 min | Jim Ryun     | Los Angeles, USA       | 8. Juli 1967       |
| Europarekord         | 3:34,0 min | Jean Wadoux  | Colombes, Frankreich   | 25. Juni 1966      |
| Meisterschaftsrekord | 3:39,4 min | John Whetton | EM Athen, Griechenland | 20. September 1969 |

### Rekordverbesserung
Im Finale am 15. August verbesserte der italienische Europameister Francesco Arese den bestehenden EM-Rekord um – gerundet – eine Sekunde auf 3:38,43 min. Zum Europarekord fehlten ihm damit 4,4 Sekunden, zum Weltrekord 5,3 Sekunden.

## Vorrunde
13. August 1971, 18:30 Uhr
Die Vorrunde wurde in drei Läufen durchgeführt. Die ersten vier Athleten pro Lauf – hellblau unterlegt – qualifizierten sich für das Finale.

### Vorlauf 1
| Platz | Name                  | Nation         | Zeit (min) |
| ----- | --------------------- | -------------- | ---------- |
| 1     | Wolodymyr Pantelej    | Sowjetunion    | 3:42,2     |
| 2     | Henryk Szordykowski   | Polen          | 3:42,3     |
| 3     | Jean-Pierre Dufresne  | Frankreich     | 3:42,5     |
| 4     | Brendan Foster        | Großbritannien | 3:42,8     |
| 5     | Atanas Atanassow      | Bulgarien      | 3:43,2     |
| 6     | Antonio Burgos        | Spanien        | 3:43,3     |
| 7     | Knut Kvalheim         | Norwegen       | 3:43,7     |
| 8     | Renzo Finelli         | Italien        | 3:43,9     |
| 9     | Gilbert Van Manshoven | Belgien        | 3:45,0     |
| 10    | Tom Birger Hansen     | Dänemark       | 3:46,4     |
| 11    | Fernando Mamede       | Portugal       | 3:49,3     |

### Vorlauf 2
| Platz | Name               | Nation         | Zeit (min) |
| ----- | ------------------ | -------------- | ---------- |
| 1     | Jacky Boxberger    | Frankreich     | 3:43,6     |
| 2     | Pekka Vasala       | Finnland       | 3:43,6     |
| 3     | Haico Scharn       | Niederlande    | 3:43,6     |
| 4     | Wiktor Semjaschkin | Sowjetunion    | 3:43,7     |
| 5     | André Dehertoghe   | Belgien        | 3:43,7     |
| 6     | Frank Murphy       | Irland         | 3:44,0     |
| 7     | Peter Stewart      | Großbritannien | 3:45,0     |
| 8     | Slavko Koprivica   | Jugoslawien    | 3:48,9     |
| 9     | Jerzy Maluśki      | Polen          | 3:53,7     |
| 10    | Aurelio Falero     | Gibraltar      | 4:01,3     |
| 11    | Gianni Del Buono   | Italien        | 4:01,8     |

### Vorlauf 3

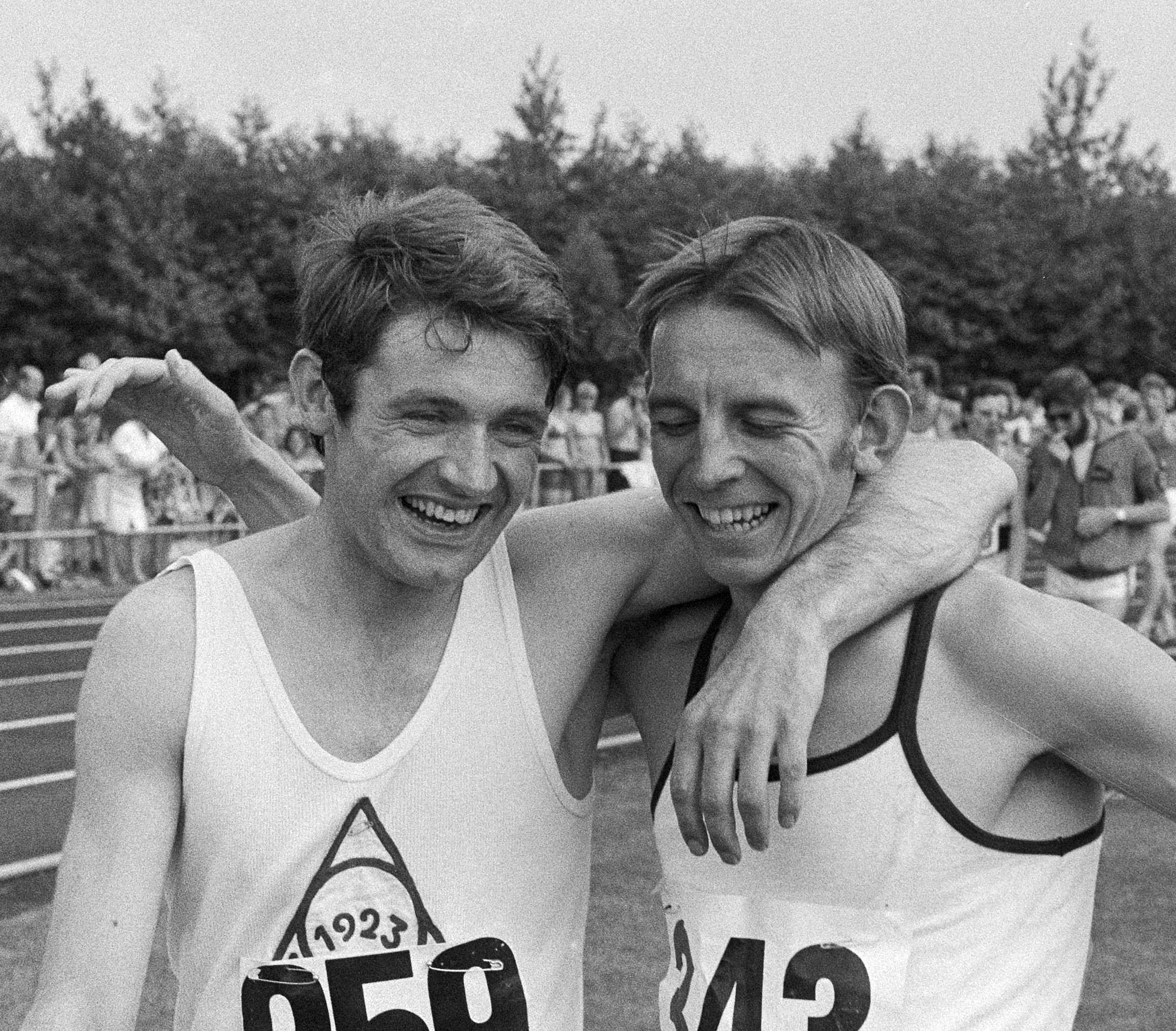
Bram Wassenaar (links) schied als Siebter des dritten Vorlaufs aus, Haico Scharn (rechts) belegte im Finale Rang acht

| Platz | Name                 | Nation           | Zeit (min) |
| ----- | -------------------- | ---------------- | ---------- |
| 1     | Paul-Heinz Wellmann  | BR Deutschland   | 3:51,8     |
| 2     | Francesco Arese      | Italien          | 3:52,1     |
| 3     | John Kirkbride       | Großbritannien   | 3:53,6     |
| 4     | Gerd Larsen          | Dänemark         | 3:52,7     |
| 5     | Jan Prasek           | Polen            | 3:52,8     |
| 6     | Robert Leborgne      | Frankreich       | 3:53,3     |
| 7     | Bram Wassenaar       | Niederlande      | 3:54,2     |
| 8     | Pavel Pěnkava        | Tschechoslowakei | 3:55,2     |
| 9     | Michail Schelobowski | Sowjetunion      | 3:55,6     |
| 10    | Mehmet Tümkan        | Türkei           | 3:57,4     |

## Finale
15. August 1971
| Platz | Name                 | Nation         | Zeit (min) |
| ----- | -------------------- | -------------- | ---------- |
| 1     | Francesco Arese      | Italien        | 3:38,43 CR |
| 2     | Henryk Szordykowski  | Polen          | 3:38,73    |
| 3     | Brendan Foster       | Großbritannien | 3:39,24    |
| 4     | John Kirkbride       | Großbritannien | 3:39,48    |
| 5     | Jacky Boxberger      | Frankreich     | 3:39,57    |
| 6     | Jean-Pierre Dufresne | Frankreich     | 3:40,68    |
| 7     | Paul-Heinz Wellmann  | BR Deutschland | 3:40,78    |
| 8     | Haico Scharn         | Niederlande    | 3:40,92    |
| 9     | Pekka Vasala         | Finnland       | 3:41,49    |
| 10    | Wolodymyr Pantelej   | Sowjetunion    | 3:42,90    |
| 11    | Wiktor Semjaschkin   | Sowjetunion    | 3:43,18    |
| 12    | Gerd Larsen          | Dänemark       | 3:45,68    |

## Video
- FRANCO ARESE EUROPEAN CHAMPION HELSINKI 1971 1500mt Final, youtube.com, abgerufen am 26. Juli 2022